# Ronald Laskey
Ronald Laskey FRS (26 de janeiro de 1945) é um biólogo celular britânico.

## Honrarias
- 1984: Eleito fellow da Royal Society[1]
- 1998: Prêmio Louis-Jeantet de Medicina[2]
- 2009: Medalha Real
- 2011: Recebeu uma OBE em lista honorífica do ano novo por serviços à ciência.[3]